# Кавен, Домисиану
Домисиа́ну Баррока́л Го́меш Каве́н (порт. Domiciano Barrocal Gomes Cavém; 21 ноября 1932, Вила-Реал-ди-Санту-Антониу — 12 января 2005, Лейрия) — португальский футболист, играл на позиции нападающего.

## Биография

### Клубная карьера
Начинал профессиональную карьеру в клубе одного из низших дивизионов «Лузитано», в котором главным тренером был его отец Норберт Кавен, в прошлом футболист. В 1953 году перешёл в «Спортинг» из Ковильяна, за который играл два сезона.
В 1955 году Кавен стал игроком лиссабонской «Бенфики». В составе «Бенфики» он отыграл следующие 14 сезонов своей футбольной карьеры и за эти годы выиграл ряд титулов. Вместе с «Бенфикой» Кавем 9 раз выигрывал чемпионат страны, 5 Кубков Португалии и 2 Кубка европейских чемпионов. Кавен играл в двух победных для «Бенфики» финалах Кубка европейских чемпионов — в 1961 году против испанской «Барселоны» (3:2) и в 1962 году против мадридского «Реала» (5:3), в котором он забил один из голов. Всего за всё время выступлений за «Бенфику» сыграл в общей сложности 416 матчей и забил 103 гола. В своей карьере он поиграл на нескольких позициях, в том числе и атакующим полузащитником и в защите.

### Карьера в сборной
Дебютировал за сборную Португалии 23 марта 1957 года в товарищеском матче со сборной Франции — Португалия проиграла 0:1. Всего за сборную Португалии сыграл 18 матчей и забил 5 голов.

### Смерть
Скончался 12 января 2005 года в возрасте 72 лет после продолжительной болезни.

## Достижения
«Бенфика» (Лиссабон)
- Чемпион Португалии (9): 1954/55, 1956/57, 1959/60, 1960/61, 1962/63, 1963/64, 1964/65, 1966/67, 1967/68, 1968/69
- Обладатель Кубка Португалии (5): 1956/57, 1958/59, 1961/62, 1963/64, 1963/64
- Обладатель Кубка европейских чемпионов (2): 1961, 1962